# Barringtonia sarcostachys
Barringtonia sarcostachys là một loài thực vật có hoa trong họ Lecythidaceae. Loài này được (Blume) Miq. mô tả khoa học đầu tiên năm 1855.